# Baeoura brevipilosa
Baeoura brevipilosa är en tvåvingeart som först beskrevs av Alexander 1920.  Baeoura brevipilosa ingår i släktet Baeoura och familjen småharkrankar. Inga underarter finns listade i Catalogue of Life.